# 無生法忍
無生法忍，簡稱無生忍，大乘佛教術語，忍辱波羅密之一種，為菩薩修行忍辱波羅密與三解脫門的成果，指智慧安住於無生無滅之理而不退轉。

## 概論
忍辱波羅密可分為柔順忍與無生忍二者。菩薩修行柔順忍，至於頂位，之後進入無生忍，進入無生忍之後，菩薩就不再退轉。
無生法忍是菩薩對諸法畢竟空的體認，菩薩修行至第七地時得無生法忍，也說無生法忍爲圆教初住菩萨、或别教初地菩薩所證。